# 戈尔卡农村居民点
戈尔卡农村居民点（俄语：Горкинское сельское поселение）是俄罗斯联邦弗拉基米尔州基尔扎奇区所属的一个农村居民点。其下辖有25个居民点，行政中心为戈尔卡。据2016年统计，该农村居民点的人口为2418人。